# 利奧納德 (加利福尼亞州拉森縣)
利奧納德（英語：Leonard）是位於美國加利福尼亞州拉森縣的一個非建制地區。該地的面積和人口皆未知。

## 地理
利奧納德的座標為40°08′05″N 121°01′51″W / 40.13472°N 121.03083°W，而該地的平均海拔高度為1275米（即4183英尺）。